# Калицов, Солтан Гетогазович
Солтан Гетогазович Калицов (28 апреля 1922 — 23 июня 1998) — советский и российский военачальник, участник Великой Отечественной войны, начальник Иркутского высшего военного авиационного инженерного училища (1970–1982), кандидат технических наук,  генерал-майор инженерно-технической службы (1972).

## Биография
Родился в селе Христиановском (ныне г. Дигора, Республика Северная Осетия) в крестьянской семье. В 1938 окончил девять классов, а через год – рабочий факультет сельскохозяйственного института. В 17 лет поступил в Киевский инженерно-строительный институт, через год перевелся в Киевский авиационный институт имени Ворошилова.
В Великую Отечественную войну в 1941 году уехал в Сталинабад, где тогда находилось Харьковское военное авиационное училище, которое он окончил в 1942 и получил диплом по специальности «Преподаватель по теории авиадвигателей».
С 14 марта 1943 по 9 мая 1945 воевал в 948-м штурмовм авиационном полку 308 шад 3 шак 2 ВА 1 УкрФ, участвовал в боевых действиях на фронтах Великой Отечественной войны (Брянский, 1-й и 2-й Прибалтийский, 3-й Белорусский, 1-й Украинский фронты). С 10 декабря 1943 – техник звена штурмового 948-го штурмового авиационного полка самолетов Ил-2. В представлении к награждению орденом Красная Звезда в 1945 г. говориться: 

 …обслужил 583 успешных боевых вылетов самолетов Ил-2 и 785 учебно-тренировочных вылетов самолетов УИл-2, за своевременное восстановление поврежденной в боях авиационной техники, достоин награждения Правительственной наградой - орденом Красная Звезда.— 
В 1945–1951 – слушатель инженерного факультета Военно-воздушной инженерной академии имени профессора И.А. Жуковского.
С 15 августа 1951 – заместитель, затем старший инженер по эксплуатации и войсковому ремонту в бомбардировочном авиационном полку (Амурская область).
С ноября 1962 – заместитель командира по ИАС отдельного авиационного корпуса. Обладал незаурядными организаторскими способностями. Попасть на методические сборы, которые он проводил с инженерным составом корпуса, считалось удачей, сравнимой с посещением прекрасного спектакля. Замечательный оратор, грамотнейший человек, он с таким блеском проводил анализ работы личного состава, состояния авиационной техники, что даже опытные эксплуатационники, ведущие преподаватели вузов, присутствующие на этих сборах, были в восторге.
С 3 ноября 1970 по 1982 – начальник Иркутского военного авиационного технического училища (с 1975 – Иркутского высшего военного авиационного инженерного училища (ИВВАИУ)). В 1972 присвоено звание генерал-майора.
В 1982 в запасе.
С 1983 генерал С.Г. Калицов – председатель Совета ветеранов войны, труда, Вооруженных Сил и правоохранительных органов Республики Северная Осетия – Алания. Стал инициатором и одним из создателей республиканского Дома дружбы народов, в начале 1986 был назначен его директором.
Умер 23 июня 1998 года. Похоронен Владикавказ на Аллее Славы.

## Семья
- Отец —  Гетагаз Калицов.

В семье 5 сыновей, четверо избрали своей профессией военное дело и все они стали кадровыми офицерами.
- Старший брат, Габиц, окончил в 1935 году Военно-медицинскую академию им. Кирова в г. Ленинграде и служил в Военно-Морском флоте. В годы Великой Отечественной войны служил в госпиталях, спас жизнь сотням тяжело раненных бойцов и офицеров. После войны демобилизовался и сейчас – один из ведущих врачей республики.
- Второй брат – Сергей, окончил Высшую Военно-пропагандистскую школу. Он отважно сражался в звании гвардии майора против немецко-фашистских захватчиков, четыре раза был ранен, и каждый раз возвращался в ряды защитников Родины. В настоящее время работает в МВД республики.
- Младший брат – Карлен, 1924 года рождения, окончил перед войной пехотное училище в гор. Орджоникидзе. В годы войны он был командиром гвардейского батальона и в 1943 году в звании капитана пал смертью героя при освобождении города Ворошиловограда.
- Третий по возрасту – Солтан Гетагазович -генерал-майор

## Награды
- Орден Отечественной войны I степени[5][6]
- Орден «За службу Родине в Вооружённых Силах СССР» 3 степени
- Орден Красной Звезды(15.05.1945)[7],
- Орден Красной Звезды
- Медаль Жукова[8]
- Медаль За боевые заслуги
- Медаль «В ознаменование 100-летия со дня рождения Владимира Ильича Ленина» (6 апреля 1970)
- Медаль «За победу над Германией в Великой Отечественной войне 1941—1945 гг.» (9 мая 1945[9])
- Юбилейная медаль «Двадцать лет Победы в Великой Отечественной войне 1941—1945 гг.» (7 мая 1965[10])
- Юбилейная медаль «Тридцать лет Победы в Великой Отечественной войне 1941—1945 гг.»[11]
- Медаль «Сорок лет Победы в Великой Отечественной войне 1941-1945 гг.»[12]
- Юбилейная медаль «50 лет Победы в Великой Отечественной войне 1941—1945 гг.»[13]
- Медаль «За взятие Берлина»(9 июня 1945)
- Медаль «Ветеран Вооружённых Сил СССР»
- Медаль «30 лет Советской Армии и Флота»[14]
- Юбилейная медаль «40 лет Вооружённых Сил СССР»[15]
- Юбилейная медаль «50 лет Вооружённых Сил СССР» (26 декабря 1967[16])
- Юбилейная медаль «60 лет Вооружённых Сил СССР» (28 января 1978[17])
- Юбилейная медаль «70 лет Вооружённых Сил СССР» (28 января 1988[18])
- Медаль «За безупречную службу» I степени.
- Знак «Гвардия»
- Знак МО СССР «25 лет Победы в Великой Отечественной войне» (24 апреля 1970)

- Медаль «30 лет освобождения Чехословакии Советской Армией»[19]

## Память
- Похоронен на Аллее Славы во Владикавказе[20].
- На могиле установлен надгробный памятник
- Его имя увековечено в Главном Храме Вооружённых сил России, и навсегда запечатлено на мемориале «Дорога памяти»